# Nietzsche contra Wagner
Nietzsche contra Wagner ist Friedrich Nietzsches letzte Schrift, die er Ende 1888 zu Papier brachte, ehe er am 3. Januar 1889 in Turin einen geistigen Zusammenbruch erlitt, von dem er sich nicht mehr erholte.
Bereits Monate zuvor hatte er dort mehrere Schriften verfasst, in denen es unter anderem um sein Verhältnis zu Richard Wagner ging: Der Fall Wagner, Götzen-Dämmerung und Ecce homo. Mit dieser Auswahl teilweise überarbeiteter Texte wollte Nietzsche, Autor der Geburt der Tragödie, den Vorwurf entkräften, er sei erst mit dem Fall Wagner vom glühenden Verehrer zum erbitterten Gegner des Komponisten geworden.
So stellte er „Aktenstücke“ früherer Schriften – etwa aus Menschliches, Allzumenschliches – zusammen, die belegen sollten, er habe bereits 1876, während der ersten Festspiele, bei sich Abschied von Wagner genommen. 
Die Zweifel des noch jungen Autors Nietzsche an der Sache Wagners sind von der Forschung anhand früher Schriften und Entwürfe eindeutig bestätigt worden.

## Richard Wagner und Friedrich Nietzsche

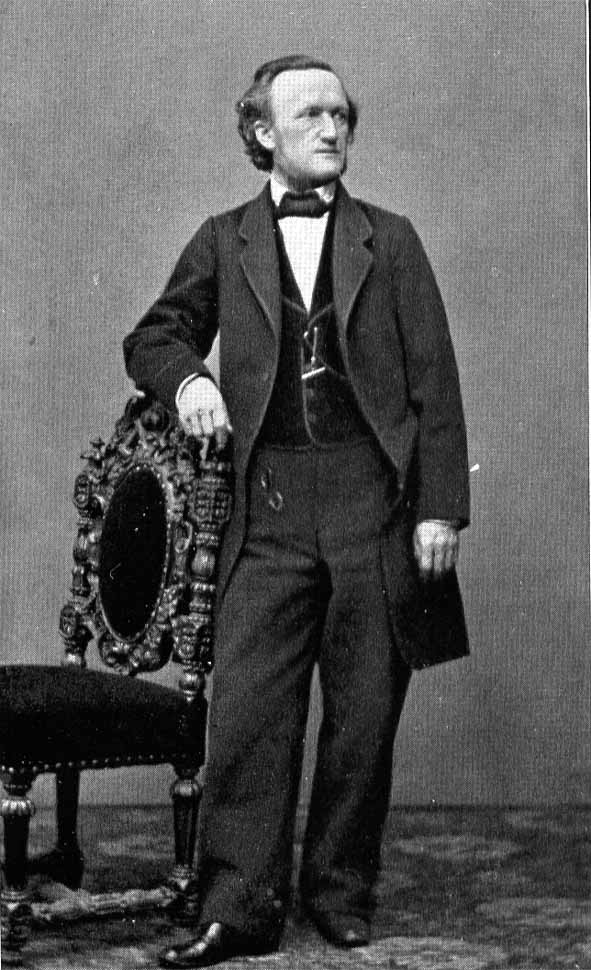
Richard Wagner um 1864

Das Verhältnis Wagner-Nietzsche war ambivalent. Als junger Professor in Basel war Nietzsche vom 31 Jahre älteren Wagner begeistert und besuchte ihn ab Mai 1869 regelmäßig in Tribschen. Er bewunderte und verehrte Wagner, ebenso dessen junge Frau Cosima. Im Gegenzug wurde Nietzsche bei den Wagners wie ein Sohn aufgenommen. Viele Briefe aus dieser Zeit zeugen von dem mehr als freundschaftlichen Verhältnis. So schreibt der 24-jährige Nietzsche an seinen Freund Erwin Rohde, nachdem er Wagner erstmals in Leipzig kennengelernt hatte:
Vor und nach Tisch spielte Wagner alle wichtigen Stellen der „Meistersinger“, in dem er alle Stimmen imitierte und dabei sehr ausgelassen war. Er ist nämlich ein fabelhafter und feuriger Mann, der sehr schnell spricht, sehr witzig ist und eine Gesellschaft dieser privatesten Art ganz heiter macht. Inzwischen hatte ich ein längeres Gespräch mit ihm über Schopenhauer. Es war ein Genuss für mich, ihn mit ganz unbeschreiblicher Wärme von ihm reden zu hören, was er ihm verdanke, wie er der einzige Philosoph sei, der das Wesen der Musik erkannt habe. Nachher las er ein Stück aus seiner Biographie vor, die er jetzt schreibt, eine überaus ergötzliche Szene aus seinem Leipziger Studentenleben, an die ich jetzt nicht ohne Gelächter denken kann; er schreibt übrigens außerordentlich gewandt und geistreich.

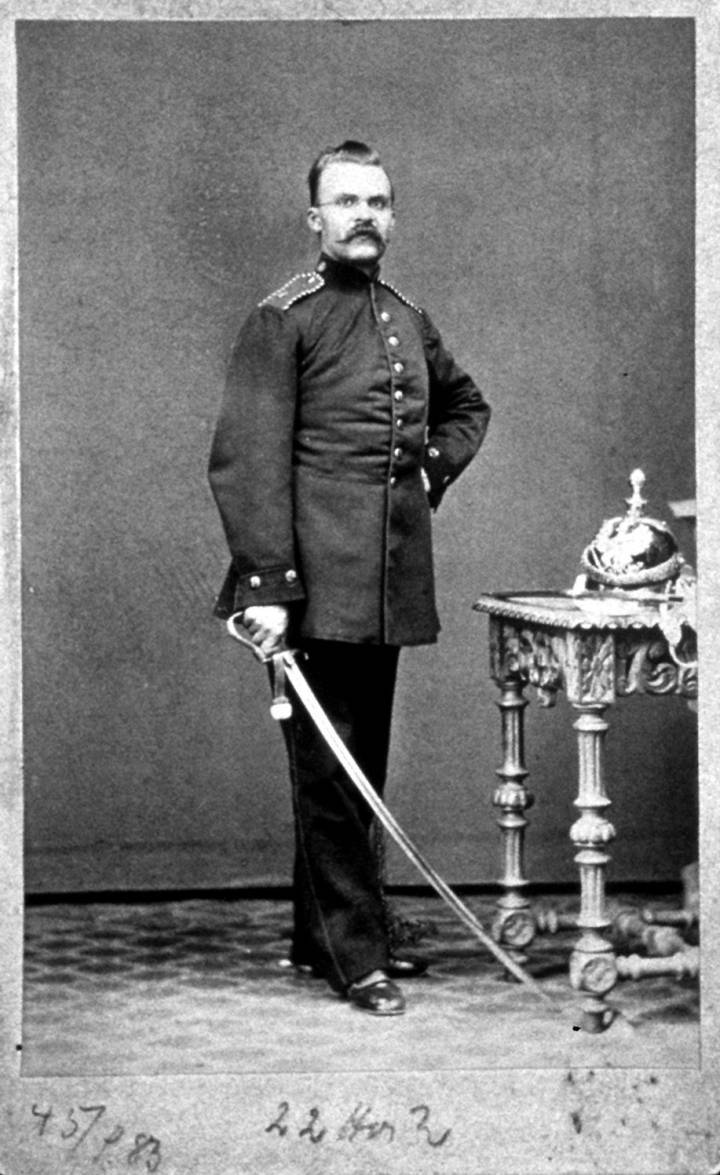
Nietzsche als Artillerist, 1868

Wagner hatte vor, Nietzsche in die Organisation der ersten Bayreuther Festspiele einzubinden. Nietzsche war nicht abgeneigt und schrieb mehrere positive Artikel und Essays, u. a. Wagner in Bayreuth. Zu Wagners 60. Geburtstag schrieb Nietzsche:
Geliebter Meister, nun sind es wirklich zwei Menschenalter, daß die Deutschen Sie haben – und gewiß gibt es viele, die, wie ich samt meinen Freunden, den nächsten Himmelfahrtstag als den Tag Ihrer Erdenfahrt feiern, zugleich sich sagend, welches das Los eines jeden zur Erde fahrenden Genius sein wird, ein Los, das wahrlich noch mehr an eine Höllenfahrt erinnert (…) Was wären wir denn, wenn wir Sie nicht haben dürften, und was wäre ich zum Beispiel anderes (wie ich jeden Augenblick empfinde) als ein todgeborenes Wesen! Mich schaudert immer bei dem Gedanken, ich könnte vielleicht abseits von Ihnen liegen geblieben sein: und dann lohnte sich wahrlich nicht zu leben, und ich wüßte gar nicht, was ich mit der nächsten Stunde beginnen sollte. Jetzt lernte ich doch Eins: daß irgendwann die Deutschen anfangen müssen, für Sie ein „Publikum“ zu bilden: und ich wünsche samt meinen Freunden zu diesem Publikum gerechnet zu werden.
Aus bis heute nicht eindeutig geklärten Gründen persönlicher oder ideeller Art (Entfernung Wagners von früheren Idealen, Rückkehr zur christlichen Symbolik mit dem Parsifal oder der Dekadenz Bayreuths) kühlte sich das Verhältnis ab und zerbrach mit der letzten Begegnung im September des Jahres 1876 in Sorrent. Seitdem gab es keinen Briefwechsel mehr, aber man schrieb übereinander. Erst nach dem Tode Wagners im Jahre 1883 – Nietzsche soll sehr darunter gelitten haben – konnte sich Nietzsche (scheinbar) von Wagner befreien und kritisierte ihn nun zunehmend heftiger.

## Cosima Wagner und Nietzsche
Über das Verhältnis wird bis heute viel spekuliert. Nietzsche lernte die sieben Jahre ältere Cosima Wagner in Tribschen kennen, als diese mit ihrem Sohn Siegfried bereits hochschwanger war, und weilte auch bei der Geburt des Kindes im Juni in Tribschen. Es war in erster Linie Cosima, die mit Nietzsche korrespondierte und für ihn offensichtlich eine ebenso kompetente Diskussionspartnerin war wie ihr Mann. Nietzsche schrieb ihr mehrere Gedichte und komponierte für sie. Später nannte er sie seine „Ariadne“, so in seinem Gedicht „Klage der Ariadne“. Andererseits kreidete er ihr später an, sein Idol Richard Wagner negativ beeinflusst zu haben, denn der von ihm so bewunderte Kultur-Revolutionär war aus seiner Sicht „zu Kreuze“ gekrochen. Cosima, seine katholische „Fessel“, nur sie konnte die Schuldige sein, habe ihn „verdorben“ und „Götzendienst“ mit ihm gehalten. Sein tiefsinniger Kommentar, als vermeintliche Parsifal-Kritik oft falsch interpretiert:

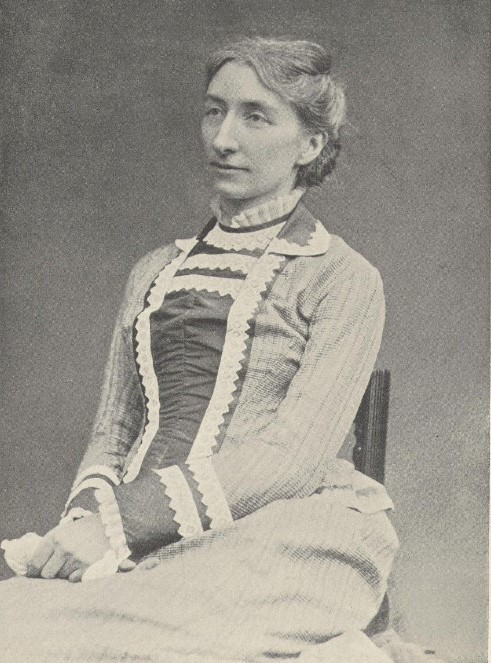
Cosima Wagner 1877 in London

Der du an jeder Fessel krankst,
Friedloser, unbefreiter Geist,
Siegreicher stets und doch gebundener,
Verekelt mehr und mehr, zerschundener,
Bis du aus jedem Balsam Gift dir trankst -,
Weh! Daß auch du am Kreuze niedersankst,
Auch du! Auch du – ein Überwundener!
Vor diesem Schauspiel steh’ ich lang,
Gefängniß athmend, Gram und Groll und Gruft,
Dazwischen Weihrauch-Wolken, Kirchen-Duft,
Mir fremd, mir schauerlich und bang.
Die Narrenkappe werf’ ich tanzend in die Luft,
Denn ich entsprang!
In seiner Schrift Der Fall Wagner wird Nietzsche noch deutlicher:
Wagner hat das Weib erlöst; das Weib hat ihm dafür Bayreuth gebaut. Ganz Opfer, ganz Hingebung: man hat Nichts, was man ihm nicht geben würde. Das Weib verarmt sich zu Gunsten des Meisters, es wird rührend, es steht nackt vor ihm. – Die Wagnerianerin – die anmutigste Zweideutigkeit, die es heute gibt: Sie verkörpert die Sache Wagners, in ihrem Zeichen siegt seine Sache. Ah, dieser alte Räuber! Er raubt uns die Jünglinge, er raubt uns die Frauen und schleppt sie in seine Höhle … Ah, dieser Minotaurus!
Als Nietzsche nach seinem Zusammenbruch in die Heilanstalt Jena eingeliefert wurde, notierte man dort seinen Ausspruch: „Meine Frau Cosima Wagner hat mich hierher gebracht.“ Später fand man in seinem Nachlass unter den sogenannten Wahnbriefen mehrere Briefentwürfe an Cosima Wagner.
Datiert mit 3. Januar 1889 (am Tag seines Zusammenbruchs):
An die Prinzeß Ariadne, meine Geliebte.
Es ist ein Vorurteil, daß ich ein Mensch bin. Aber ich habe schon oft unter den Menschen gelebt und kenne alles, was Menschen erleben können, vom Niedrigsten bis zum Höchsten. Ich bin unter Indern Buddha, in Griechenland Dionysos gewesen, – Alexander und Caesar sind meine Inkarnationen, insgleichen der Dichter des Shakespeare Lord Bakon. Zuletzt war ich noch Voltaire und Napoleon, vielleicht auch Richard Wagner … Dies Mal aber komme ich als der siegreiche Dionysos, der die Erde zu einem Festtag machen wird … Nicht daß ich viel Zeit hätte … Die Himmel freuen sich, daß ich da bin … Ich habe auch am Kreuze gehangen …
Datiert mit ungefähr 25. Dezember 1889:
Verehrte Frau, … im Grunde die einzige Frau, die ich verehrt habe … lassen Sie es sich gefallen, das erste Exemplar dieses Ecce homo entgegenzunehmen. Es wird darin im Grunde alle Welt schlecht behandelt, Richard Wagner ausgenommen – und noch Turin. Auch kommt Malvida als Kundry vor … Der Antichrist.

## Nietzsche contra Wagner

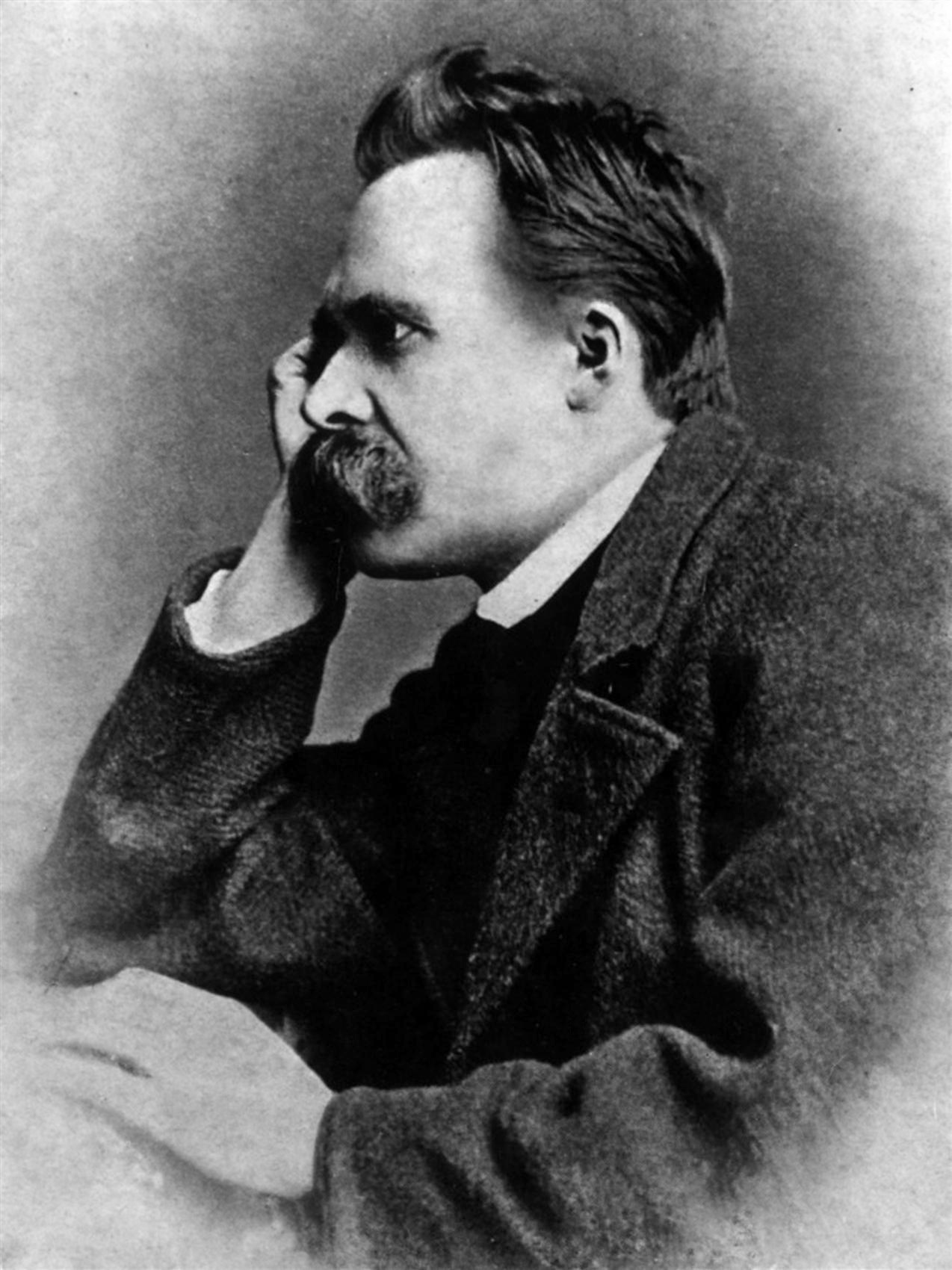
Friedrich Nietzsche, 1882

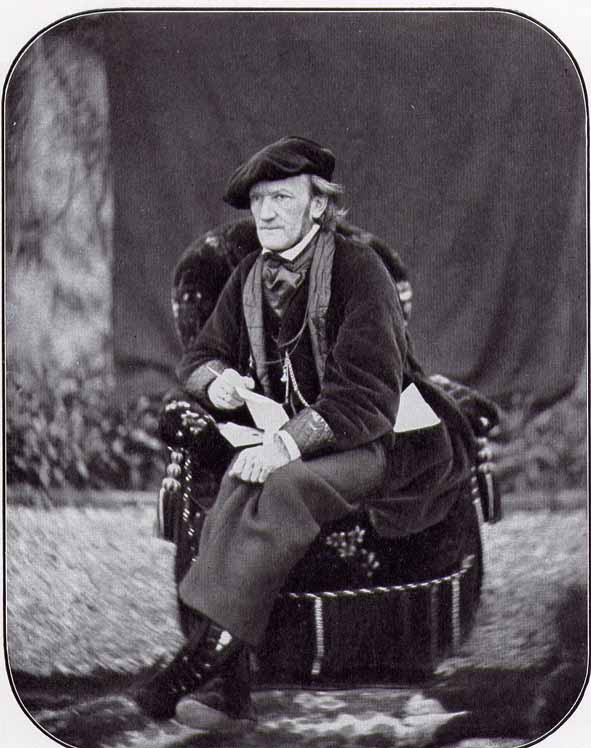
Richard Wagner um 1868

Nietzsche geht in seiner allerletzten Schrift, die sich abermals mit Wagner auseinandersetzte und den Untertitel „Aktenstücke eines Psychologen“ trägt, auf Gemeinsamkeiten und Gegensätze ein.

## Der Fall Wagner
Nietzsche schrieb diese „Erleichterung“ mit dem Untertitel: „Ein Musikanten-Problem“ im September 1888 und stellte schon in seinem Vorwort klar, dass er ein Kind einer dekadenten Zeit sei, sich aber, anders als Wagner und Schopenhauer, die er als „seine Krankheit“ bezeichnet, dagegen wehrt und nun durch „Selbstüberwindung“ die ganze „Tatsache Mensch aus ungeheurer Ferne übersieht“. Er beginnt seine kritischen Ausführungen mit einem Vergleich zwischen der „liebenswürdigen“ Musik von Georges Bizets Carmen, die hell und die diesseitige Welt verkörpere, und der schweren, schwülen Atmosphäre („Wasserdampf“) Wagners.
Nietzsches Kritik an Wagner ist vielschichtig, und obwohl sie sich vor allem am Spätwerk (Parsifal) entzündete, bezog er sie nun auch auf frühere Werke und den Ring des Nibelungen, den er in den Unzeitgemäßen Betrachtungen noch gefeiert hatte. Als ehemaliger „Schüler“ Schopenhauers (Schopenhauer als Erzieher), der sich später gegen den Pessimismus seines Lehrers stellte, analysierte Nietzsche dessen Einfluss auf Wagner. Habe Wagner als revolutionärer Denker zunächst in Verträgen, Gesetzen, Institutionen das Übel der Welt erblickt – das Vertragsmotiv im Ring –, änderte sich später sein Weltbild, und das christliche Motiv der Erlösung trat in den Mittelpunkt. Viele Figuren Wagners sollten fortan „erlöst“ werden. Wagners „Schiff“ sei nach der „Götterdämmerung der alten Moral“ lange Zeit „lustig auf dieser Bahn“ (des Optimismus) gelaufen, bis es auf das „Riff“ der Schopenhauerschen Philosophie gefahren sei. Er habe dann den Ring ins Schopenhauersche übersetzt: Alles auf der Welt laufe schief, und alles gehe zugrunde. So sei nur das Nichts, die Auslöschung, die „Götterdämmerung“ die Erlösung – und dieses Nichts werde von Wagner nun unaufhörlich gefeiert. Nietzsche wiederholt mehrmals, dass Wagner der Künstler der „décadence“ sei:
Ich bin ferne davon, harmlos zuzuschauen, wenn dieser décadent uns die Gesundheit verdirbt – und die Musik dazu! Ist Wagner überhaupt ein Mensch? Ist er nicht eher eine Krankheit?
In seiner Kunst sei auf die verführerischste Art gemischt, was die Welt am nötigsten hätte: das Brutale, das Künstliche und das Unschuldige (Idiotische). Seine Musik sei ein Verderben und ziele „auf die Nerven“. Nietzsche steigert sich im Verlauf seiner Ausführungen einerseits in „Schimpftiraden“ und bezeichnet Wagner als den größten Schauspieler, andererseits als ein Genie, das das „Sprachvermögen der Musik ins Unermessliche vermehrt“ habe. Er wolle nichts anderes als „Wirkung“. Mit Sarkasmus stellt er fest:
Alles, was Wagner kann, wird ihm niemand nachmachen, hat ihm keiner vorgemacht, soll ihm keiner nachmachen … Wagner ist göttlich!

## Ecce homo
In seiner fast zeitgleich verfassten autobiographischen Bilanz, die wie ein Brennglas des Denkens Nietzsches wirkt, nimmt er vielmals Stellung zu Wagner. Insgesamt geht er allein in Ecce homo über 70 Mal auf Wagner ein, wobei es je nach Intention leicht ist, Nietzsche gegen sich selbst zu zitieren.